# HIDE YOUR FACE
《HIDE YOUR FACE》는 일본의 기타리스트이자 싱어송라이터인 히데의 솔로 데뷔 정규 앨범이다. 오리콘 앨범 차트에서는 통상판이 9위, 초회 판이 첫 등장 1위를 기록했다.
2008년 12월 3일에 재발매되었다.

## 앨범
엑스 재팬의 기타리스트로 활동하던 히데가 출시한 첫 솔로 앨범. 밴드 내에서는 토시의 1992년 작 《made in HEAVEN》, 요시키의 1993년 작 《Eternal Melody》에 이은 세 번째 솔로 활동이 된다. 또 밴드에서 대문자로 표기하던 자신의 이름 HIDE대신 솔로 부분에서는 본인의 이름을 소문자인 hide로 바꿔 발표했다.
재킷에 등장하는 가면은 당초 스위스의 화가 H. R. 기거에게 제작을 의뢰해 승인을 얻었지만, 기거의 개인전 작품 중 〈Watchguardian, head V〉가 마음에 들었던 히데는 가면에 자신의 눈을 합성하길 희망했고, 승낙을 얻었다. 그의 작품에 손대지 못하게 하는 기거가 드물게 수정을 인정한 작품이기도 하다. 초회반은 이 가면이 입체로 되어 있다.
레코딩에는 Terry John Bozzio, T. M. 스티븐스 등의 해외 아티스트가 참여했다. T. M. 스티븐스는 히데 사후인 1999년 자신의 앨범 《Radioactive》에서 〈BLUE SKY COMPLEX〉를 커버했다.

## 싱글 발매
- EYES LOVE YOU: 1993년 8월 5일
- 50% & 50%: 1993년 8월 5일
- DICE: 1994년 1월 21일
- TELL ME: 1994년 3월 24일

## 수록곡
| #            | 제목                                 | 작사                     | 작곡         | 재생 시간 |
| ------------ | ------------------------------------ | ------------------------ | ------------ | --------- |
| 1.           | 〈PSYCHOMMUNITY〉                    |                          | 히데         | 4:04      |
| 2.           | 〈DICE〉                             | 히데                     | 히데         | 3:05      |
| 3.           | 〈SCANNER〉                          | 히데                     | 히데         | 3:23      |
| 4.           | 〈EYES LOVE YOU〉 (T.T.VERSION)      | 모리 요키노조(森 雪之丞) | 히데         | 5:59      |
| 5.           | 〈D.O.D.〉 (DRINK OR DIE)            | 히데                     | 히데         | 2:19      |
| 6.           | 〈CRIME OF BREEN St.〉               |                          | 히데         | 1:17      |
| 7.           | 〈DOUBT〉 (REMIX VERSION)            | 히데                     | 히데         | 5:01      |
| 8.           | 〈A STORY〉                          | 히데                     | 히데         | 3:13      |
| 9.           | 〈FROZEN BUG '93〉 (DIGGERS VERSION) | 히데                     | M×A×S×S      | 4:44      |
| 10.          | 〈T.T.GROOVE〉                       |                          | 히데         | 0:31      |
| 11.          | 〈BLUE SKY COMPLEX〉                 | 히데                     | 히데         | 5:35      |
| 12.          | 〈OBLAAT〉 (REMIX VERSION)           | 히데                     | 히데         | 4:46      |
| 13.          | 〈TELL ME〉                          | 히데                     | 히데         | 4:46      |
| 14.          | 〈HONEY BLADE〉                      | 히데                     | 히데         | 4:33      |
| 15.          | 〈50% & 50%〉 (CRYSTAL LAKE VERSION) | 히데                     | 히데         | 5:33      |
| 16.          | 〈PSYCHOMMUNITY EXIT〉               |                          | 히데         | 16:05     |
| 총 재생 시간 | 총 재생 시간                         | 총 재생 시간             | 총 재생 시간 | 78:52     |

- 〈FROZEN BUG '93(DIGGERS VERSION)〉은 〈FROZEN BUG〉의 리믹스 버전으로, 1993년 컴필레이션 《Dance 2 Noise 004》에서 LUNA SEA의 J, 이노란과 함께 M×A×S×S라는 팀명의 밴드로 연주했다.

## 참여
- 히데(hide) - 보컬, 작사/작곡/편곡, 기타
- I.N.A.(이나다 카즈히코) - 공동 프로듀서, 신시사이저 프로그래밍
- Terry Bozzio – 드럼(2, 4, 10, 11, 14)
- 아카이 미츠코 – 드럼(8, 13)
- 이케하타 준지 - 드럼(15)
- T.M. Stevens – 베이스 기타(2, 4, 10, 11, 14)
- 스즈키 미치아키 – 베이스(12)
- 나라 토시히로 – 베이스(15)
- Rich "Korede-iinoda" Breene – Rhodes(6)
- Neil Larson – 오르간(11)
- Jerry Hey, Gary E. Grant, William F. Reichenbach – 호른(11)
- Maxine Waters, Julia Waters, Carmen Twillie – 코러스(11)
- Byron Berline – 피들(15)